# Hilarius Hoiß
Hilarius Hoiß OSB (* 27. Juni 1888 in Unterau; † 12. Dezember 1950 in Manp’o, Nordkorea) war ein deutscher römisch-katholischer Ordensmann, Missionar und Märtyrer. 

## Leben
Benedikt Hoiß wurde im Weiler Unterau (heute Ortsteil von Schlehdorf) am Kochelsee geboren. Er erlernte das Wagnerhandwerk in Peissenberg. Er trat in das Kloster St. Ottilien der Benediktinerkongregation von St. Ottilien ein und legte am 15. August 1910 unter dem Ordensnamen Hilarius (nach Hilarius von Aquileia) die Zeitlichen Gelübde ab.
1911 ging er nach Korea in das Kloster Seoul und unterrichtete an der Handwerkerschule. Am 1. November 1913 legte er die Feierliche Profess ab. Dann war er am Aufbau mehrerer Missionsstationen beteiligt. Nach der Besetzung des Klosters Tokwon durch die koreanische kommunistische Geheimpolizei am 10. Mai 1949 kam er in das Gefangenenlager Manp’o und starb dort am 12. Dezember 1950 an Hunger und Kälte.

## Gedenken
Die Römisch-katholische Kirche in Deutschland hat Bruder Hilarius Hoiß als Märtyrer in das deutsche Martyrologium des 20. Jahrhunderts aufgenommen.